# Killing Loneliness
"Killing Loneliness" är den andra singeln från albumet Dark Light av rockgruppen HIM. Det finns två musikvideor till låten, en europeisk och en USA-version. I USA-videon, regisserad av Nathan Cox, gästspelar den berömda tatueraren Kat Von D.

## Låtar
Finska singeln
1. "Killing Loneliness"
2. "Wings of a Butterfly" (Live)
3. "Play Dead" (Live)

Tyska singeln
1. "Killing Loneliness"
2. "The Cage"
3. "Wings of a Butterfly" (Live)
4. "Under the Rose" (Live)
5. "Killing Loneliness" (Video)

Japanska singeln
1. "Killing Loneliness"
2. "Under the Rose" (Live)
3. "Wings of a Butterfly" (Live)
4. "Play Dead" (Live)
5. "Vampire Heart" (Live)
6. "The Cage"

UK-singeln
1. "Killing Loneliness"
2. "Under the Rose" (Live)